# Viktar Zujeŭ
Viktar Valerjervitj Zujeŭ (belarusiska: Віктар Валер’евіч Зуеў) född 22 maj 1983, är en belarusisk boxare som mest är känd för att han vann tungviktssilvermedalj i OS 2004 i Aten, Grekland.

## Meriter

### Olympiska meriter

#### Olympiska sommarspelen 2008
- Huvudartikel: Boxning vid olympiska sommarspelen 2008

| Tävlande     | Viktklass | Sextondelsfinal      | Åttondelsfinal             | Kvartsfinal          | Semifinal            | Final                |
| Tävlande     | Viktklass | Motståndare Resultat | Motståndare Resultat       | Motståndare Resultat | Motståndare Resultat | Motståndare Resultat |
| ------------ | --------- | -------------------- | -------------------------- | -------------------- | -------------------- | -------------------- |
| Viktar Zujeŭ | Tungvikt  |                      | Clemente Russo (ITA) L 1-7 | Gick inte vidare     | Gick inte vidare     | Gick inte vidare     |